# Zbór Kościoła Ewangelicznych Chrześcijan w Chrzanowie
Zbór Kościoła Ewangelicznych Chrześcijan w Chrzanowie – ewangeliczna wspólnota chrześcijańska, należąca do Kościoła Ewangelicznych Chrześcijan, mająca siedzibę w Chrzanowie, przy ul. Orkana 13b

## Działalność
Nabożeństwa odbywają się w każdą niedzielę o godzinie 10.00 oraz w środę o godzinie 18.00. Charakteryzują się one prostą formą i składają się z kazań opartych na Biblii oraz wspólnego śpiewu i modlitwy. W czasie niedzielnych nabożeństw odbywają się zajęcia Szkoły Niedzielnej dla dzieci. Zbór organizuje również regularne spotkania dla młodzieży i studentów.
Obowiązki pastora Zboru pełni Tomasz Siewniak.